# Monte Berio Blanc
Il monte Berio Blanc (pron. AFI: [bəʁjo blɑ̃] - 3.252 m s.l.m.) è una montagna delle Alpi della Grande Sassière e del Rutor nelle Alpi Graie. Si trova in Valle d'Aosta.

## Toponimo
In patois valdostano significa "sasso bianco".

## Caratteristiche
La montagna è collocata tra il vallone di La Thuile e la val Veny e costituisce il punto più elevato di tutta la dorsale che divide le due valli.
Dalla vetta si gode di uno sguardo particolarmente significativo sul massiccio del Monte Bianco.

## Salita alla vetta
Si può salire sulla vetta partendo da Pont Serrand, località a monte di La Thuile.